# Perdigueiro Português
Der Perdigueiro Português (portugiesisch; Portugiesischer Vorstehhund) ist eine von der FCI anerkannte portugiesische Hunderasse (FCI-Gruppe 7, Sektion 1.1, Standard Nr. 187).

## Herkunft und Geschichtliches
Der Perdigueiro Português ist eine alte, portugiesische Jagdhundrasse. Der portugiesische Zuchtverband geht davon aus, dass die Rasse sich aus dem podengo de mostra entwickelt habe, der im 14. Jahrhundert lebte und bereits das typische Verhalten der Vorstehhunde gezeigt habe. Dieser wurde vor allem zur Falknerei eingesetzt. Der Name der Rasse enthält das portugiesische Wort Perdiz für Rebhuhn. Der Rassetyp liegt seit Jahrhunderten fest.

## Beschreibung
Der Perdigueiro Português wird bis zu 60 cm groß und 27 kg schwer. Gelb und braun, einfarbig oder mit weißen Flecken versehenes Fell mit kurzem, kräftigen Haar, gut anliegend, nicht zu weich aber dicht. Die Ohren sind mittellang, dünn, weich und von feinem, dichtem und kurzem Haar bedeckt.